# Suecia en los Juegos Paralímpicos de Tokio 2020
Suecia estuvo representada en los Juegos Paralímpicos de Pekín 2022 por un total de 26 deportistas, 15 mujeres y 11 hombres.

## Medallistas
El equipo paralímpico sueco obtuvo las siguientes medallas:
| Nombre                              | Deporte          | Evento                                      |
| ----------------------------------- | ---------------- | ------------------------------------------- |
| Oro                                 |                  |                                             |
| Philip Jönsson                      | Tiro             | Rifle de aire de pie 10 m SH2 mixto         |
| Plata                               |                  |                                             |
| Anna Beck                           | Ciclismo en ruta | Ruta C1-3 femenino                          |
| Anna Beck                           | Ciclismo en ruta | Contrarreloj C1-3 femenino                  |
| Louise Etzner Jakobsson             | Hípica           | Doma individual estilo libre grado IV mixto |
| Anna-Carin Ahlquist Ingela Lundbäck | Tenis de mesa    | Equipo 4-5 femenino                         |
| Anna Normann                        | Tiro             | Rifle en posición tendida 50 m SH1 mixto    |
| Bronce                              |                  |                                             |
| Louise Jannering                    | Ciclismo en ruta | Ruta B femenino                             |
| Louise Jannering                    | Ciclismo en ruta | Contrarreloj B femenino                     |